# NGC 296
NGC 296 est une galaxie spirale barrée située dans la constellation des Poissons. NGC 296 a été découverte par l'astronome germano-britannique William Herschel en 1784.

## Caractéristiques
Sa vitesse par rapport au fond diffus cosmologique est de 5 163 ± 22 km/s, ce qui correspond à une distance de Hubble de 76,2 ± 5,3 Mpc (∼249 millions d'al).
À ce jour, une trentaine de mesures non basées sur le décalage vers le rouge (redshift) donnent une distance de 54,967 ± 10,035 Mpc (∼179 millions d'al), ce qui est à l'extérieur des valeurs de la distance de Hubble. Notons que c'est avec la valeur moyenne des mesures indépendantes, lorsqu'elles existent, que la base de données NASA/IPAC calcule le diamètre d'une galaxie et qu'en conséquence le diamètre de NGC 296 pourrait être d'environ 50,8 kpc (∼166 000 al) si on utilisait la distance de Hubble pour le calculer.
La classe de luminosité de NGC 296 est II et elle présente une large raie HI.